# CLISP
CLISP ist eine freie Implementierung der Programmiersprache Common Lisp. Sie wurde von Bruno Haible und Michael Stoll entwickelt und ist Teil des GNU-Projektes. CLISP ist als Paket mit Interpreter, Bytecode-Compiler, Debugger und Socket-Schnittstelle erhältlich.
Ursprünglich beabsichtigte Bruno Haible nicht, CLISP unter der GPL zu veröffentlichen. Nach einem E-Mail-Wechsel mit Richard Stallman stimmte er jedoch zu. Stallman hatte bemängelt, dass CLISP gegen die GPL verstoße, indem es die GNU readline Bibliothek verwende.
CLISP ist in hohem Maße portabel und läuft unter nahezu allen Unix-Varianten, einschließlich Linux, allen BSD-Nachfolgern sowie unter Windows.